# Serious Charge
Serious Charge è un film britannico del 1959 diretto da Terence Young.